# Golden Trail World Series
La Golden Trail World Series (GTWS) è una competizione di trail running, che attualmente comprende sette gare di cui sei di qualificazione e una finale.

## Edizione 2018
| Nome della corsa       | Distanza | Dislivello          | Paese       | Data              |
| ---------------------- | -------- | ------------------- | ----------- | ----------------- |
| Zegama-Aizkorri        | 42,2 km  | +/-2 736 m          | Spagna      | 27 maggio 2018    |
| Marathon du Mont-Blanc | 42 km    | +2 730 m / -1 700 m | Francia     | 1º luglio 2018    |
| Sierre-Zinal           | 31 km    | +2 200 m / -1 100 m | Svizzera    | 12 agosto 2018    |
| Pikes Peak Marathon    | 42,2 km  | +/-2 382 m          | Stati Uniti | 19 a 2018         |
| Ring of Steall SkyRace | 29 km    | +/-2 500 m          | Regno Unito | 15 settembre 2018 |
| Otter Trail            | 41,2 km  | +3 290 m / -2 730 m | Sud Africa  | 20 ottobre 2018   |

Risultati uomini:
| Nome della corsa       | Primo                    | Secondo             | Terzo                    |
| ---------------------- | ------------------------ | ------------------- | ------------------------ |
| Zegama-Aizkorri        | Rémi Bonnet              | Stian Angermund-Vik | Bartłomiej Przedwojewski |
| Marathon du Mont-Blanc | Kílian Jornet            | Marc Lauenstein     | Stian Angermund-Vik      |
| Sierre-Zinal           | Kílian Jornet            | Robbie Simpson      | Robert Panin Surum       |
| Pikes Peak Marathon    | Dakota Jones             | Oriol Cardona Coll  | Darren Thomas            |
| Ring of Steall SkyRace | Kílian Jornet            | Nadir Maguet        | Stian Angermund-Vik      |
| Otter Trail            | Bartłomiej Przedwojewski | Marc Lauenstein     | Oriol Cardona Coll       |

Risultati donne:
| Nome della corsa       | Prima              | Seconda            | Terza               |
| ---------------------- | ------------------ | ------------------ | ------------------- |
| Zegama-Aizkorri        | Ida Nilsson        | Laura Orgué        | Ruth Croft          |
| Marathon du Mont-Blanc | Ruth Croft         | Ida Nilsson        | Eli Gordon          |
| Sierre-Zinal           | Lucy Wambui Murigi | Michelle Maier     | Simone Troxler      |
| Pikes Peak Marathon    | Megan Kimmel       | Laura Orgué        | Kristina Mascarenas |
| Ring of Steall SkyRace | Tove Alexandersson | Victoria Wilkinson | Holly Page          |
| Otter Trail            | Holly Page         | Ruth Croft         | Toni McCann         |

Classifica finale:
| Posizione | Atleta                   | Gara 1 | Gara 2 | Gara 3 | Gara 4 | Gara 5 | Gara 6 | Punti |
| --------- | ------------------------ | ------ | ------ | ------ | ------ | ------ | ------ | ----- |
| 1         | Stian Angermund-Vik      | 88     | 78     |        | 72     | 78     | 72     | 316   |
| 2         | Marc Lauenstein          | 72     | 88     |        |        | 59     | 88     | 307   |
| 3         | Kílian Jornet            |        | 100    | 100    |        | 100    |        | 300   |
| 4         | Oriol Cardona Coll       | 68     |        | 2      | 88     | 12     | 78     | 246   |
| 5         | Bartłomiej Przedwojewski | 78     |        | 0      |        | 65     | 100    | 243   |
| 6         | Aritz Egea               | 59     | 68     | 44     |        | 35     | 62     | 233   |

| Posizione | Atleta          | Gara 1 | Gara 2 | Gara 3 | Gara 4 | Gara 5 | Gara 6 | Punti |
| --------- | --------------- | ------ | ------ | ------ | ------ | ------ | ------ | ----- |
| 1         | Ruth Croft      | 78     | 100    | 72     |        |        | 88     | 338   |
| 2         | Ida Nilsson     | 100    | 88     | 59     |        |        | 56     | 303   |
| 3         | Holly Page      | 53     |        | 47     |        | 78     | 100    | 278   |
| 4         | Eli Gordon      | 69     | 78     | 62     |        |        | 68     | 267   |
| 5         | Megan Kimmel    |        | 68     | 65     | 100    |        |        | 233   |
| 5         | Silvia Rampazzo | 56     | 65     | 32     |        | 50     | 62     | 233   |

## Edizione 2022
Le tappe dell'edizione 2022:
- Zegama (Spagna) 29/05/2022
- Marathon du Mont-Blanc (Francia) 26/06/2022
- Stranda Fjord Trail Race (Norvegia) 06/08/2022
- Sierre-Zinal (Svizzera) 13/08/2022
- Pikes Peak Ascent (Stati Uniti) 17/09/2022
- Flagstaff Sky Peaks (Stati Uniti) 25/09/2022
- The Madeira Ocean Trails (Portogallo) 26/10/2022

## Palmares
| Edizione | Anno | Uomini                   | Donne        |
| -------- | ---- | ------------------------ | ------------ |
| 1ª       | 2018 | Stian Angermund-Vik      | Ruth Croft   |
| 2ª       | 2019 | Kílian Jornet            | Judith Wyder |
| 3ª       | 2020 | Bartłomiej Przedwojewski | Maude Mathys |
| 4ª       | 2021 | Stian Angermund-Vik      | Maude Mathys |